# Віктор Крон
Віктор Фріц-Крон (швед. Victor Fritz-Crone; нар. 31 січня 1992, Естерокер, Швеція), також знаний як Vic Heart — шведський співак і гітарист. Він представляв Естонію на пісенному конкурсі «Євробачення 2019» в Тель-Авіві з піснею «Storm».

## Життя та кар'єра
Віктор Крон народився і виріс у Швеції, в місті Естерокер. Він почав грати на гітарі й писати пісні у віці 15 років. Коли Віктору виповнилося 18 років, він переїхав до Лос-Анджелеса й Нешвілла, щоб писати пісні з відомими артистами, такими як Diane Warren, Desmond Child й Eric Brazilian. Крон виступав на деяких міжнародних музичних конференц-центрах Лос-Анджелеса, а також випустив пісню «Jimmy Dean» під сценічним ім'ям Vic Heart.
У 2015 році Віктор випустив свій дебютний сингл «Burning Man», і брав участь у Melodifestivalen, де виступав у Behrang Miri з піснею «Det rår vi inte för», та не зміг вийти з раунду Andra Chansen.
16 лютого 2019 року Крон виграв «Eesti Laul» з піснею «Storm» і отримав право представляти Естонію на пісенному конкурсі «Євробачення 2019», який відбувся в ізраїльському Тель-Авіві, де 18 травня, у фіналі конкурсу, він посів 20 місце.

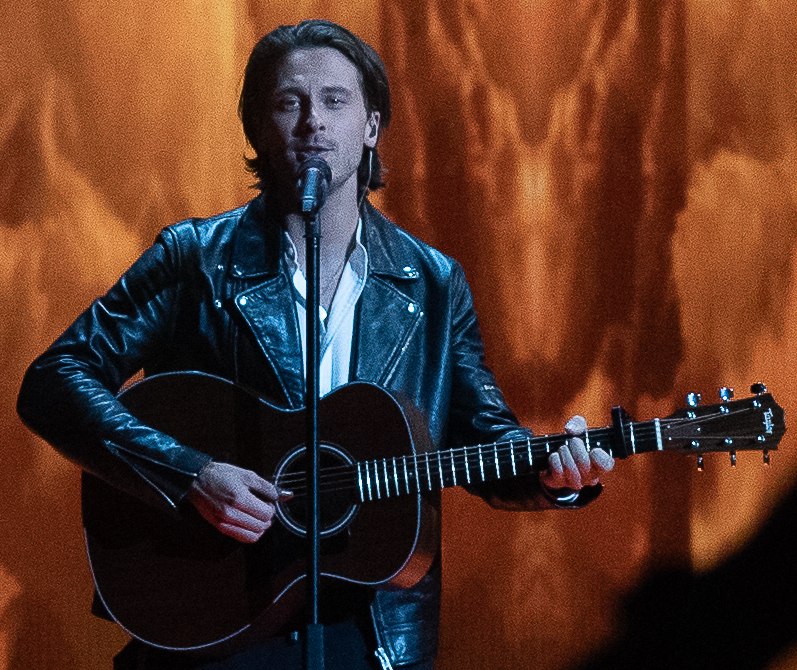
Крон на репетиції «Євробачення 2019»

## Дискографія
| Назва                                                                      | Рік  | Позиції в чартах | Позиції в чартах | Альбом |
| Назва                                                                      | Рік  | EST              | SWE              | Альбом |
| -------------------------------------------------------------------------- | ---- | ---------------- | ---------------- | ------ |
| «Jimmy Dean»                                                               | 2014 | —                | —                | Сингли |
| «Burning Man»                                                              | 2015 | —                | —                | Сингли |
| «Det rår vi inte för» (із Behrang Miri)                                    | 2015 | 48               | 69               | Сингли |
| «Feelgood Day»                                                             | 2016 | —                | —                | Сингли |
| «Cadillac» (із Maximani)                                                   | 2016 | —                | —                | Сингли |
| «California»                                                               | 2017 | —                | —                | Сингли |
| «Sunshine and Rain»                                                        | 2017 | —                | —                | Сингли |
| «Coming Up» (із Tungevaag & Raaban)                                        | 2017 | 49               | —                | Сингли |
| «Made Of»                                                                  | 2018 | —                | —                | Сингли |
| «Storm»                                                                    | 2019 |                  |                  | TBA    |
| «—» позначає випуск, який не відображався або не виходив на цій території. |      |                  |                  |        |